# DJK Holzbüttgen
Die Turnerschaft DJK Holzbüttgen 1961 ist ein Kaarster Sportverein und spielt in der Floorball-Bundesliga.

## Geschichte
In der DJK wird seit 1997 Floorball gespielt. Am Spielbetrieb des Nordrhein-Westfälischer Floorball Verbands nehmen seit 2004 Jugendmannschaften teil, welcher dem Floorball Deutschland angeschlossen ist. Seit Januar 2009 gibt es eine eigene Abteilung, welche 2013 über 150 Mitglieder zählte.
In den letzten Jahren konnten sich immer wieder Jugendteams für die Deutschen Meisterschaften qualifizieren. Auch stellt der Verein regelmäßig Jugendspieler in die NRW- und Deutschlandauswahl ab.
Das Herrenteam spielte ab 2014 in der 2. Floorball-Bundesliga. 2018 gelang der Aufstieg in die 1. Floorball-Bundesliga.
Die Damen spielen in der Kleinfeld Regionalliga NRW.

### Wichtigste Erfolge
2010: Nordrhein-Westfälischer Meister U11 (KF)

2011: Nordrhein-Westfälischer Vizemeister U11 (KF) und Kleinfeld Verbandsliga West Meister (Herren)

2012: Nordrhein-Westfälischer Meister U13 (KF), Deutsche U13-Kleinfeldmeisterschaft 3. Platz, Deutsche Floorball-Kleinfeldmeisterschaft 5. Platz (Herren) und Regionalliga West Großfeld Vizemeister (Herren)

2013: Nordrhein-Westfälischer Vizemeister U11 (KF),  Deutsche Floorball-Kleinfeldmeisterschaft 3. Platz (Herren) und Regionalliga West Großfeld Vizemeister (Herren)

2014: Nordrhein-Westfälischer Vizemeister U11 (KF), Nordrhein-Westfälischer Meister U15 (KF), Deutsche U15-Kleinfeldmeisterschaft 4. Platz, Deutsche U17-Kleinfeldmeisterschaft 5. Platz und Regionalliga West Großfeld Vizemeister (Herren) mitsamt Aufstieg in die 2. Floorball-Bundesliga

2015: Nordrhein-Westfälischer Meister U11 (KF),  Nordrhein-Westfälischer Vizemeister U13 (KF),  Nordrhein-Westfälischer Vizemeister U15 (KF) und Vizemeister 2. Bundesliga Nord/West (Herren)

2016: Nordrhein-Westfälischer Vizemeister U9 (KF), Vizemeister U13-Westmeisterschaft (KF), Deutsche U17-Kleinfeldmeisterschaft 3. Platz und 2. Bundesliga Nord/West 3. Platz (Herren)

2017: Nordrhein-Westfälischer Vizemeister U13 (KF), Vizemeister U15-Westmeisterschaft (KF), Halbfinale im Floorball Deutschland Pokal (Herren) und 2. Bundesliga Nord/West 4. Platz (Herren)

2018: Nordrhein-Westfälischer Vizemeister U11 (KF), Nordrhein-Westfälischer Vizemeister U15 (KF), Nordrhein-Westfälischer Vizemeister U17 (GF) und Zweitligameister  (Herren) mitsamt Aufstieg in die 1. Floorball-Bundesliga
2022: Meister der Floorball-Bundesliga und Vizepokalsieger im Floorball Deutschland Pokal (Herren)
2024: Deutscher Vizemeister U15w (KF) 
2025: Deutscher Vizemeister U15w (KF), Nordrhein-Westfälischer Meister U17w (KF), Nordrhein-Westfälischer Vizemeister U17 (GF)

## Gesamtverein
Die Turnerschaft DJK Holzbüttgen 1961 wurde am 11. Oktober 1961 gegründet. Der Verein hat neben Floorball folgende Sportangebote: Badminton, Basketball, Gymnastik, Judo, Kraftsport, Tennis, Tischtennis, Turnen und Volleyball.